# Neopithecops umbretta
Neopithecops umbretta är en fjärilsart som beskrevs av Grose-smith 1895. Neopithecops umbretta ingår i släktet Neopithecops och familjen juvelvingar. Inga underarter finns listade i Catalogue of Life.